# ولسوالی شهید حساس
شهید حساس یا چهارچینه یکی از ولسوالی‌های ولایت ارزگان در جنوب‌خاوری افغانستان با جمعیت نزدیک به ۸۴٬۰۰۰ نفر است.